# Sulhamstead
Sulhamstead – wieś w Anglii, w hrabstwie ceremonialnym Berkshire, w dystrykcie (unitary authority) West Berkshire. Leży 10 km na południowy zachód od centrum miasta Reading i 68 km na zachód od centrum Londynu. W 2001 miejscowość liczyła 1248 mieszkańców.